# Muotathal
Muotathal é uma comuna da Suíça, no Cantão Schwyz, com cerca de 3.576 habitantes. Estende-se por uma área de 172,15 km², de densidade populacional de 21 hab/km². Confina com as seguintes comunas: Braunwald (GL), Bürglen (UR), Glarona (Glarus) (GL), Illgau, Innerthal, Linthal (GL), Luchsingen (GL), Morschach, Oberiberg, Riemenstalden, Spiringen (U.
A língua oficial nesta comuna é o Alemão.